# 조르당 베레투
조르당 마르셀 질베르 베레투(프랑스어: Jordan Marcel Gilbert Veretout, 1993년 3월 1일~)는 프랑스의 축구 선수이다. 포지션은 미드필더이며, 현재 소속팀 알아라비에서 활약하고 있다.